# زندگی مخفی دختران
زندگی مخفی دختران (به انگلیسی: The Secret Life of Girls) فیلمی محصول سال ۱۹۹۹ و به کارگردانی هالی گلدبرگ اسلون است. در این فیلم بازیگرانی همچون ماهاندرا دلفینو، لیندا همیلتون، یوجین لوی، مگان گود، کیت ورنن و امیلی آسمنت ایفای نقش کرده‌اند.